# Serednia Derażnia
Serednia Derażnia (ukr. Середня Деражня) – wieś na Ukrainie, w obwodzie żytomierskim, w rejonie nowogrodzkim, nad Zharem. W 2001 roku liczyła 348 mieszkańców.